# 2105
2105 (ММCV) е обикновена година, започваща в четвъртък според Григорианския календар. Тя е 2105-тата година от новата ера, сто петата от третото хилядолетие и шестата от 2100-те.